# چنگر نوک‌سرخ
چنگر نوک‌سرخ یا چارخو یکی از پرندگان است که کنار نیزار زندگی می‌کند. این پرنده از گونه‌های نزدیک به چنگر است. نام چارخو گیلکی است.
از سال ۲۰۰۷ میلادی به علت خشک شدن تالاب گاوخونی در استان اصفهان ایران بیش از ۵ سال است که مهاجرت پرندگان به این تالاب دیده نمی‌شود و فقط تعداد انگشت‌شماری از پرندگان نظیر چارخو در سطح آبگیرهای کوچک اطراف تالاب دیده می‌شود.
در این گونه برخلاف دیگر جانوران جنس ماده به جای جنس نر بر سر تولید مثل نزاع و حسادت می‌کنند. پاهای این مرغ آبی برخلاف گونه‌های مشابه دیگر دارای پره بین انگشتان نیست و ناخن‌های بلند آن نیز در جنگ بین ماده‌ها کاربرد دارد.